# Pseuderanthemum armitii
Pseuderanthemum armitii är en akantusväxtart som beskrevs av Spencer Le Marchant Moore. Pseuderanthemum armitii ingår i släktet Pseuderanthemum och familjen akantusväxter. Inga underarter finns listade i Catalogue of Life.